# آرتور کاشمور
آرتور کاشمور (انگلیسی: Arthur Cashmore; ۳۰ اکتبر ۱۸۹۳ – ۷ آوریل ۱۹۴۳) بازیکن فوتبال اهل بریتانیا بود.
از باشگاه‌هایی که در آن بازی کرده‌است می‌توان به باشگاه فوتبال منچستر یونایتد، باشگاه فوتبال نوتس کانتی، باشگاه فوتبال اولدهام اتلتیک، و باشگاه فوتبال کاردیف سیتی اشاره کرد.